# Planet of the Apes (série de televisão)
Planet of the Apes (no Brasil, Planeta dos Macacos; em Portugal, O Planeta dos Macacos) é uma série de televisão estadunidense de ficção científica que foi ao ar na CBS em 1974. A série foi estrelada Roddy McDowall, Ron Harper, James Naughton, Mark Lenard e Booth Colman. Teve apenas 14 episódios e foi baseada no filme Planet of the Apes de 1968 e suas sequências, que foram inspirados no romance La Planète des Singes de Pierre Boulle. A série foi cancelada no fim do ano de 1974 pela baixa audiência e pelo alto custo de produção na época.

## Episódios
| N°. | Título (Título em Portugal)                                     | Realizado por       | Escrito por                                                                     | Exibição original                                                         |
| --- | --------------------------------------------------------------- | ------------------- | ------------------------------------------------------------------------------- | ------------------------------------------------------------------------- |
| 1   | "Escape from Tomorrow" "Fuga no Futuro" (PT)                    | Don Weis            | Art Wallace                                                                     | 13 de setembro de 1974 (Estados Unidos) 18 de outubro de 1978 (Portugal)  |
| 2   | "The Gladiators" "Os Gladiadores" (PT)                          | Don McDougall       | Art Wallace                                                                     | 20 de setembro de 1974 (Estados Unidos) 1 de novembro de 1978 (Portugal)  |
| 3   | "The Trap" "A Armadilha" (PT) "A Ratoeira" (PT)                 | Arnold Laven        | Edward J. Lakso                                                                 | 27 de setembro de 1974 (Estados Unidos) 31 de janeiro de 1979 (Portugal)  |
| 4   | "The Good Seeds" "A Semente" (PT)                               | Don Weis            | Robert W. Lenski                                                                | 4 de outubro de 1974 (Estados Unidos) 17 de janeiro de 1979 (Portugal)    |
| 5   | "The Legacy" "A Herança" (PT)                                   | Bernard McEveety    | Robert Hammer                                                                   | 11 de outubro de 1974 (Estados Unidos) 15 de novembro de 1978 (Portugal)  |
| 6   | "Tomorrow's Tide" "A Maré do Futuro" (PT)                       | Don McDougall       | Robert W. Lenski                                                                | 18 de outubro de 1974 (Estados Unidos) 24 de janeiro de 1979 (Portugal)   |
| 7   | "The Surgeon" "A Médica" (PT)                                   | Arnold Laven        | Barry Oringer                                                                   | 25 de outubro de 1974 (Estados Unidos) 7 de fevereiro 1979 (Portugal)     |
| 8   | "The Deception" "O Logro" (PT)                                  | Don McDougall       | Argumento por: Ken Spears & Joe Ruby História e argumento por: Anthony Lawrence | 1 de novembro de 1974 (Estados Unidos) 14 de fevereiro de 1979 (Portugal) |
| 9   | "The Horse Race" "A Corrida" (PT)                               | Jack Starrett       | David P. Lewis & Booker Bradshaw                                                | 8 de novembro de 1974 (Estados Unidos) 21 de fevereiro de 1979 (Portugal) |
| 10  | "The Interrogation" "O Interrogatório" (PT)                     | Alf Kjellin         | Richard Collins                                                                 | 15 de novembro de 1974 (Estados Unidos) 1 de março de 1979 (Portugal)     |
| 11  | "The Tyrant" "O Déspota" (PT)                                   | Ralph Senensky      | Walter Black                                                                    | 22 de novembro de 1974 (Estados Unidos) 8 de março de 1979 (Portugal)     |
| 12  | "The Cure" "A Cura" (PT)                                        | Bernard McEveety    | Edward J. Lakso                                                                 | 29 de novembro de 1974 (Estados Unidos) 29 de novembro de 1978 (Portugal) |
| 13  | "The Liberator" "O Libertador" (PT)                             | Arnold Laven        | Howard Dimsdale                                                                 | 6 de dezembro de 1974 (Estados Unidos) 10 de janeiro de 1979 (Portugal)   |
| 14  | "Up Above the World So High" "Tão Alto, Acima do Mundo..." (PT) | John Meredyth Lucas | Argumento por: Arthur Browne, Jr. História e argumento por: S. Bar-David        | 20 de dezembro de 1974 (Estados Unidos) 14 de março de 1979 (Portugal)    |

## Telefilmes
Em 1980, foram criados telefilmes a partir de vários episódios da série.
| N°. | Título (Título em Portugal)                                          | Episódios                                      | Exibição original                                       |
| --- | -------------------------------------------------------------------- | ---------------------------------------------- | ------------------------------------------------------- |
| 1   | Back to the Planet of the Apes Regresso ao Planeta dos Macacos (PT)  | "Escape from Tomorrow" "The Trap"              | 1980 (Estados Unidos) 20 de novembro de 1997 (Portugal) |
| 2   | Forgotten City of the Planet of the Apes                             | "The Gladiators" "The Legacy"                  | 1980 (Estados Unidos)                                   |
| 3   | Treachery and Greed on the Planet of the Apes                        | "The Horse Race" "The Tyrant"                  | 1980 (Estados Unidos)                                   |
| 4   | Life, Liberty and Pursuit on the Planet of the Apes                  | "The Surgeon" "The Interrogation"              | 1980 (Estados Unidos)                                   |
| 5   | Farewell to the Planet of the Apes Adeus ao Planeta dos Macacos (PT) | "Tomorrow's Tide" "Up Above The World So High" | 1980 (Estados Unidos) 27 de novembro de 1997 (Portugal) |

## Exibição nos países lusófonos

### Portugal
Em Portugal continental, a série foi originalmente transmitida pelo I Programa da RTP entre 18 de outubro de 1978 e 14 de março de 1979. Na Madeira, foi transmitida pela RTP Madeira entre 23 de outubro de 1978 e 28 de março de 1979.
Dois dos telefilmes, Back to the Planet of the Apes e Farewell to the Planet of the Apes, foram transmitidos pela TVI entre 20 e 27 de novembro de 1997.